# بوبي هاميلتون (لاعب كرة قدم أمريكية)
بوبي هاميلتون (بالإنجليزية: Bobby Hamilton)‏ هو لاعب كرة قدم أمريكية أمريكي، ولد في 1 يوليو 1971 في كولومبيا في الولايات المتحدة.

## وصلات خارجية
- بوبي هاميلتون على موقع مرجع كرة القدم المحترفة.كوم (الإنجليزية)